# پیتر مافانی موسونگه
پیتر مافانی موسونگه (انگلیسی: Peter Mafany Musonge؛ زادهٔ ۳ دسامبر ۱۹۴۲) یک سیاست‌مدار اهل کامرون است.